# Districte de Karonga
Karonga (suahili: Wilaya ya Karonga) és un districte de la regió nord de Malawi. El districte té una superfície de 3.355 km² i una població de 365.028 habitants. És un districte fronterer entre Malawi i el districte de Kyela de la regió de Mbeya de Tanzània i està ocupat principalment per les tribus Tumbuka i Nkhonde. Una altra tribu que també hi té presència és la tribu Henga (que ocupa principalment la part sud).
El districte de Karonga és la frontera principal des de Tanzània amb Malawi, i la ciutat principal és Karonga Boma.

## Economia
Durant els darrers anys, la regió ha tingut un desenvolupament molt important degut al descobriment d'urani a la mina de Kayelekera, que es va inaugurar oficialment el 2009, i moltes de les carreteres anteriorment de terra, s'han anat asfaltant.

## Turisme
Hi ha molts hotels i cases d'hostes a Karonga, al llarg de la vora del llac Malawi. Hi ha un museu - Museu de Karonga, al centre de Karonga que atrau més visitants i es troba a prop de l'oficina ESCOM de Karonga.

## Departaments de govern i administracions
Hi ha cinc circumscripcions de l'Assemblea Nacional a Karonga:
- Karonga - Central
- Karonga - Nord
- Karonga - Nord-oest
- Karonga - Nyungwe
- Karonga - Sud

Des de les eleccions de 2009, Karonga Nyungwe ha estat representada per un polític d'AFORD, i els altres escons estan ocupats per membres del Partit Progressista Democràtic.
Les autoritats tradicionals són Wasambo, Kyungu, Mwakaboko, Kilipula, Mwirang'ombe i el municipi central de Karonga Boma.

## Demografia

### Grups ètnics
En el moment del cens de Malawi de 2018, la distribució de la població del districte de Karonga segons el seu grup ètnic era la següent:
- 41,7% Tumbuka
- 38,0% Nkhonde
- 3,3% Sukwa
- 2,5% Lambya
- 2,5% Chewa
- 0,9% Ngoni
- 0,5% Tonga
- 0,5% Yao
- 0,4% Lomwe
- 0,1% Sena
- 0,1% Mang'anja
- 9,5% Altres

### Idiomes
Les principals llengües de la part nord del districte de Karonga són el Nyakyusa, i noms semblants a Lusako són Nyakyusa i Kyangonde (estretament relacionats amb Nyakyusa). Al sud es parla l'idioma tumbuka, i al centre, inclosa la mateixa ciutat de Karonga, el chinkhonde (un dialecte del kyangonde molt influenciat pel tumbuka). Hi ha algunes bosses de parlants suahili al llarg de la frontera amb Tanzània, i uns quants parlants de Chindali, Chimambwe i Chisukwa al llarg de la frontera amb el districte de Chitipa.

## Ciutats i pobles
- Karonga (capital)
- Chilumba

## Malawians notables de Karonga
- Geoffrey Du Mhango
- Bazuka Mhango
- Temwa Nyirenda
- Roselyn Msowoya